# Dorothy Fuldheim

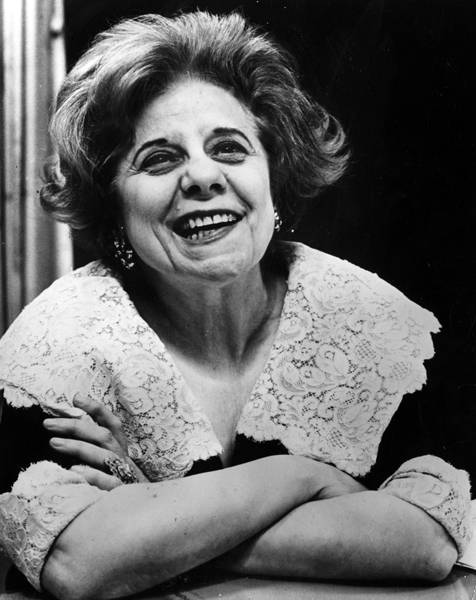
Dorothy Fuldheim (1977)

Dorothy Fuldheim (26 de junio de 1893 - 3 de noviembre de 1989) fue una periodista, pasó la mayor parte de su carrera en The Cleveland Press y WEWS-TV, ambas con sede en Cleveland, Ohio.
Fuldheim tuvo un papel histórico en la noticia televisiva estadounidense; ella se le atribuye ser la primera mujer en los Estados Unidos en fijar un programa de noticias de televisión, así como presentar su propio programa de televisión. Ella ha sido referida como la "Primera Dama de Televisión News".

## Carrera en televisión
Fuldheim comenzó su carrera en televisión a los 54 años cuando se unió al equipo de WEWS-TV Canal 5 en Cleveland, también propiedad de Scripps-Howard, en 1947. En ese momento, era la única estación de televisión entre Nueva York y Chicago. A pesar de pasar toda su carrera televisiva con sede en Cleveland, ella viajó extensamente para cubrir una gran variedad de noticias, y fue considerada como una locutora de importancia nacional.